# Dobrosav Krstić
Pour les articles homonymes, voir Krstić.
Dobrosav Krstić, né le 5 février 1932 à Novi Sad (Royaume de Yougoslavie) et mort dans cette même ville le 3 mai 2015, est un joueur de football yougoslave des années 1950 et 60. Il était défenseur.

## Biographie
Il joue notamment au FC Sochaux-Montbéliard en division 1 française.
International yougoslave, il participe aux Coupes du monde 1954 et 1958 avec la Yougoslavie.

## Palmarès
- Vainqueur de la Coupe Charles Drago en 1963 et 1964 avec le FC Sochaux